# Sånt händer med flickor
Sånt händer med flickor (originaltitel: It Should Happen to You) är en amerikansk romantisk komedifilm från 1954 i regi av George Cukor. Huvudrollerna spelas av Judy Holliday och Jack Lemmon (hans första film).
Filmen hade svensk premiär den 31 maj 1954. Filmen nominerades till en Oscar för Jean Louis kostymer.

## Medverkande
| Judy Holliday    | – Gladys Glover  |
| Peter Lawford    | – Evan Adams III |
| Jack Lemmon      | – Pete Sheppard  |
| Michael O'Shea   | – Brod Clinton   |
| Vaughn Taylor    | – Entrikin       |
| Connie Gilchrist | – Mrs. Riker     |
| Walter Klavun    | – Bert Piazza    |
| Whit Bissell     | – Robert Grau    |